# Max (voornaam)
Max is een jongensnaam, afgeleid van het Latijnse Maximus.

## Bekende personen
- Max Abegglen
- Max Factor
- Max Tailleur
- Max Verstappen
- Maksim Gorki
- Maximilian Schachmann, Duits wielrenner
- Maximilian Sciandri, Brits wielrenner
- Maksim Vengerov, Russisch-Israëlisch violist
- Maxime Verhagen

## Varianten
- Frans : Maxime
- Engels : Maxime, Maxim
- Italiaans : Massimo
- Portugees : Maximo
- Pools : Maksym
- Grieks : Μάξιμος (Máximos)
- Russisch : Максим (Maksim)
- Japans : マキシム (Makishimu)